# Giorgos Catsadorakis
Giorgos Catsadorakis é um biólogo grego. Recebeu o Prémio Ambiental Goldman em 2001 pelas suas contribuições para a proteção das zonas húmidas de Préspa, juntamente com o biólogo Myrsini Malakou. Seus esforços resultaram num acordo entre a Grécia, a República da Macedónia e a Albânia sobre o estabelecimento do Parque Préspa como área protegida da região.